# Puss Gets the Boot
Puss Gets the Boot is een korte Technicolor tekenfilm uit 1940 onder regie van William Hanna en Joseph Barbera. Het is de eerste Tom en Jerry tekenfilm. Toch hadden ze toen de namen nog niet. Hanna en Barbera wilden Tom en Jerry eigenlijk "Jasper en Jinx" noemen, maar dit werd later veranderd.
De film werd genomineerd voor een Academy Award voor Beste Korte Animatiefilm. De film verloor echter van een andere film die werd uitgebracht door Metro-Goldwyn-Mayer; The Milky Way.

## Plot
Een muis wordt constant lastiggevallen door een grote kat. Als hij maar net aan de klauwen van de kat ontsnapt, wordt hij toch gegrepen. De kat doet dit door zijn vinger in een potje inkt te dopen en een muizenhol te tekenen op een bord. Op die manier weet de kat de muis te lokken. De muis, die in de war is, probeert het muizenhol constant binnen te rennen, totdat hij zijn hoofd zó vaak heeft gestoten, dat hij bewusteloos raakt en sterretjes ziet.
Als de kat hem grijpt, prikt de muis de kat in zijn oog en rent weg. Hier ontstaat een achtervolging. Tijdens de achtervolging rent de kat, die Jasper genoemd wordt, tegen een kamerplant, waardoor deze breekt. Zijn bazin, Mammy Two Shoes, een donkere dienstmeid, kastijdt hem. Ze dreigt hem er uit te gooien als hij ook nog maar één voorwerp breekt.
De muis heeft nu de macht in handen en maakt hier misbruik van, door dure borden, vazen en andere breekbare voorwerpen kapot te maken. Jasper legt kussens op de grond neer om zo te voorkomen dat er iets breekt, maar de muis is hem al gauw te snel af, waardoor een duur voorwerp breekt tegen de muur. Vervolgens breekt er een bord.
Wachtend op de komst van de dienstmeid, probeert de muis Jasper af te leiden, door de dure voorwerpen die hij in zijn handen heeft, te laten vallen. Uiteindelijk schopt hij hem tegen zijn achterwerk, waardoor Jasper een voorwerp kapot laat vallen.
Jasper wordt uiteindelijk uit huis gegooid en de muis decoreert op gelukkige wijze zijn plaats in het muizenhol.

## Stemmencast
| Acteur           | Personage              | Nota      |
| ---------------- | ---------------------- | --------- |
| William Hanna    | Jinx (Jerry)           | onvermeld |
| Jack Sabel       | sprekende Jinx (Jerry) | onvermeld |
| Lasper Knydi     | sprekende Jinx (Jerry) | onvermeld |
| Harry Lang       | Jasper (Tom)           | onvermeld |
| Bob Laztny       | sprekende Jasper (Tom) | onvermeld |
| Lillian Randolph | Mammy Two Shoes        | onvermeld |

## Uitbrengst en ontvangst
Puss Gets the Boot werd een groot succes, maar er stonden eigenlijk geen vervolgfilms gepland. Hanna en Barbera gingen verder met andere projecten. Toen deze niet net zo'n groot succes bleken te zijn, besloten ze nog een Tom en Jerry film te maken.
In de studio werd er gevraagd naar ideeën voor namen en animator John Carr kwam op met Tom en Jerry. Toen de namen uiteindelijk gekozen werden, besloot Fred Quimby, het hoofd van de animatie-afdeling, dat er niet meer Tom en Jerry films gemaakt mochten worden, omdat er al te veel films met een kat en een muis zouden bestaan en Tom en Jerry dus niets nieuws te bieden zou hebben.
Echter, na veel aanvragen om vervolgfilms van anderen buiten de studio, kregen Hanna en Barbera uiteindelijk toestemming om verder te gaan met Tom en Jerry.